# Francesco Marsich
Francesco Marsich (Goricizza, 1858 – 1919) è stato un ingegnere italiano.

## Biografia

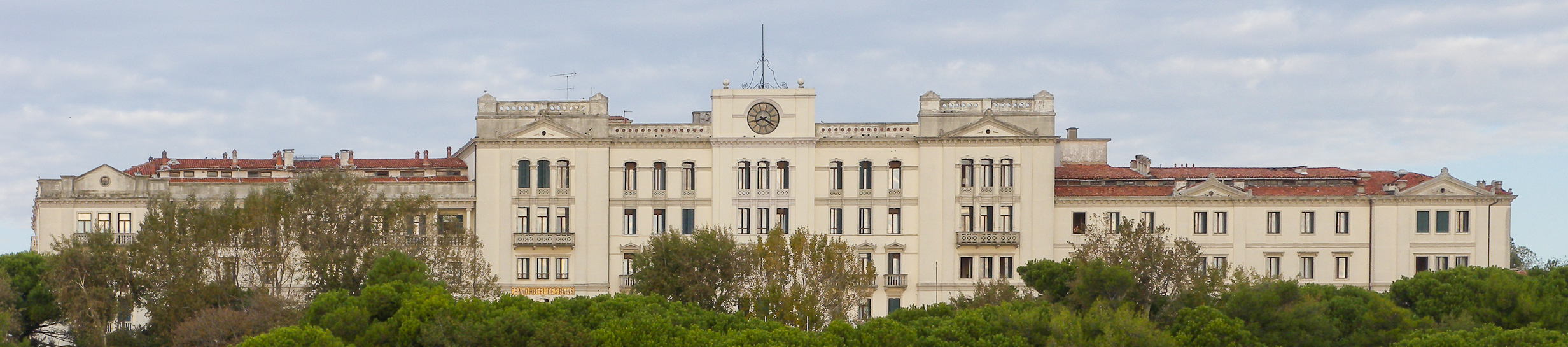
L'Hotel des Bains

Assieme al fratello Raffaello progettò e realizzò l'Hotel des Bains in sobrio stile Liberty. L'hotel fu inaugurato con grande sfarzo il 5 luglio 1900 e, insieme con l'Hotel Excelsior, edificato otto anni dopo, fu determinante per l'urbanizzazione dell'isola del Lido di Venezia.
Intorno al 1910 progettò le modifiche al pianoterra e al piano dei mezzanini del Palazzo Dandolo, ora sede dell'Hotel Danieli a Venezia. Il portale d'ingresso, spostato al centro della facciata, venne sostituito con quello, già presente, sull'accesso sulla calle delle Rasse.